# Fuldera
Fuldera (, toponimo romancio) è una frazione di 121 abitanti del comune svizzero di Val Müstair, nella regione Engiadina Bassa/Val Müstair (Canton Grigioni).

## Geografia fisica
Fuldera è situata in Val Monastero, sul lato destro del rio Ram, geograficamente appartenente al bacino idrologico del fiume Adige. Dista 74 km da Merano e 120 km da Coira. Il punto più elevato del territorio è la cima del Piz Turettas (2 958 m s.l.m.), sul confine con Müstair.

## Storia
Già comune autonomo istituito nel 1854 e che si estendeva per 13,23 km², era costituito dalle frazioni di Fuldera-Dora e Fuldera-Daint; il 1º gennaio 2009 è stato accorpato agli altri comuni soppressi di Lü, Müstair, Santa Maria Val Müstair, Tschierv e Valchava per formare il nuovo comune di Val Müstair.

## Monumenti e luoghi d'interesse

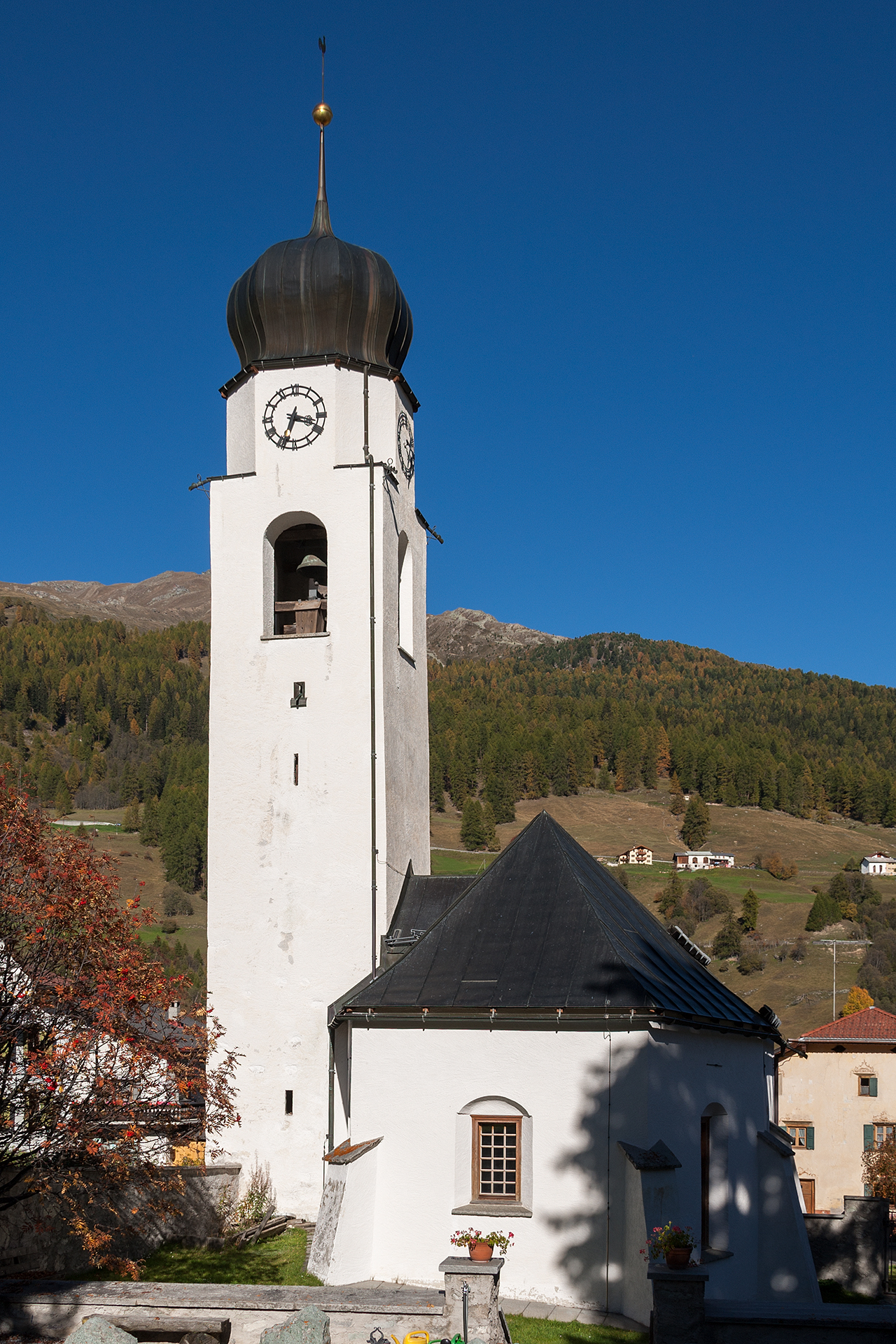
La chiesa riformata

- Chiesa riformata, ricostruita nel 1708[1].

## Società

### Evoluzione demografica
L'evoluzione demografica è riportata nella seguente tabella:
Abitanti censiti

### Lingue e dialetti
La lingua prevalente è il romancio.

## Infrastrutture e trasporti
Le stazioni ferroviarie più vicine sono quelle di Malles Venosta (20 km), sulla ferrovia della Val Venosta, e di Zernez (31 km) della Ferrovia Retica, sulla linea Pontresina-Scuol.